# Zygaena fausta
Zygaena fausta – gatunek motyla z rodziny kraśnikowatych.

## Opis
Motyl ten osiąga od 20 do 25 mm rozpiętości skrzydeł. Przednia ich para jest duża, a na niebieskoczarnym tle ma mniej lub bardziej pozlewane ze sobą czerwone plamki obwiedzione żółtą obwódką. Tylna para jest pomarańczowa. Za głową znajduje się pomarańczowy lub pomarańczowo-czerwony kołnierzyk. Przez tułów biegną zwykle dwie podłużne linie kremowej barwy. Czerwona obręcz na odwłoku zajmuje u samic dwa, a u samców trzy segmenty.

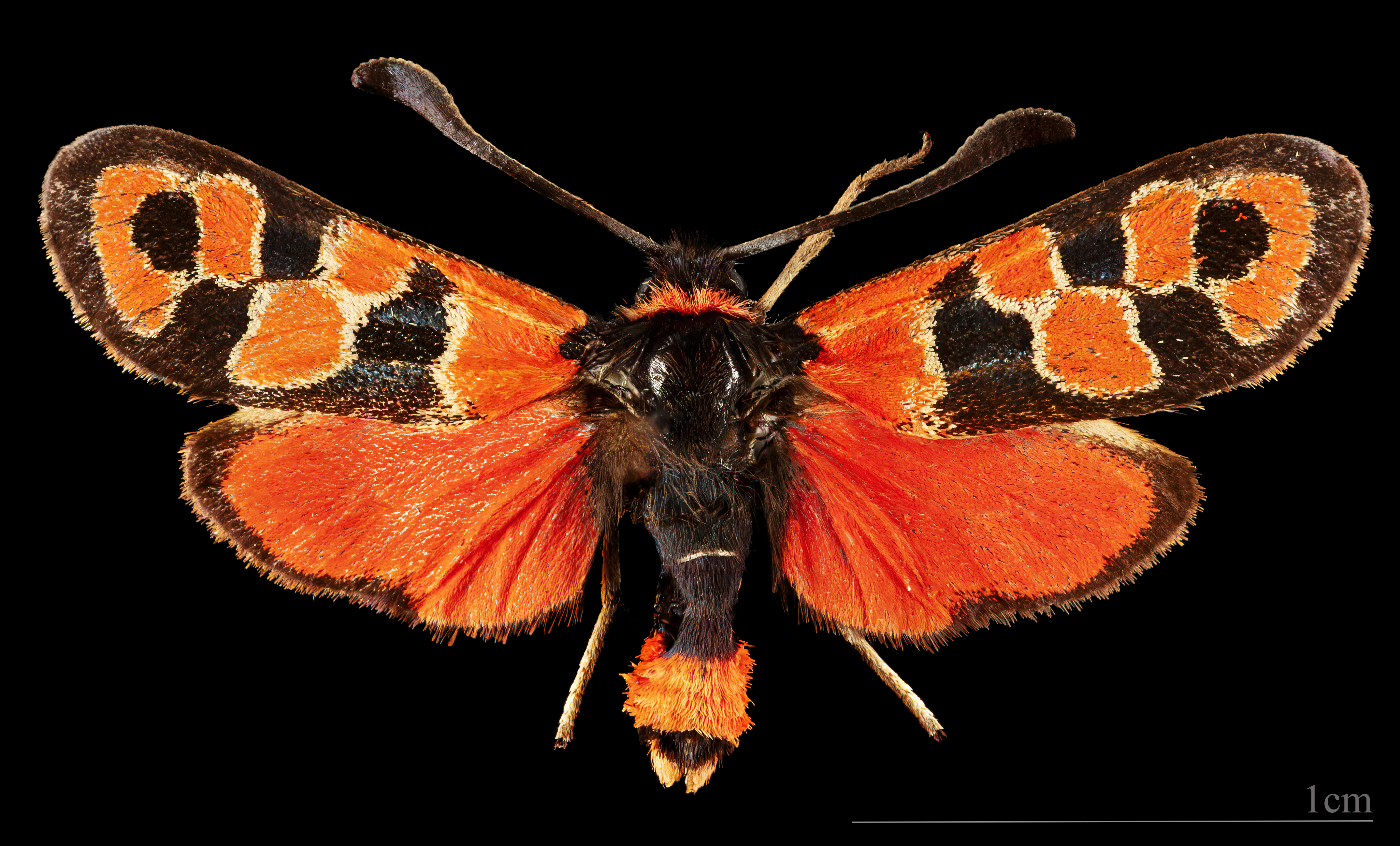
♂
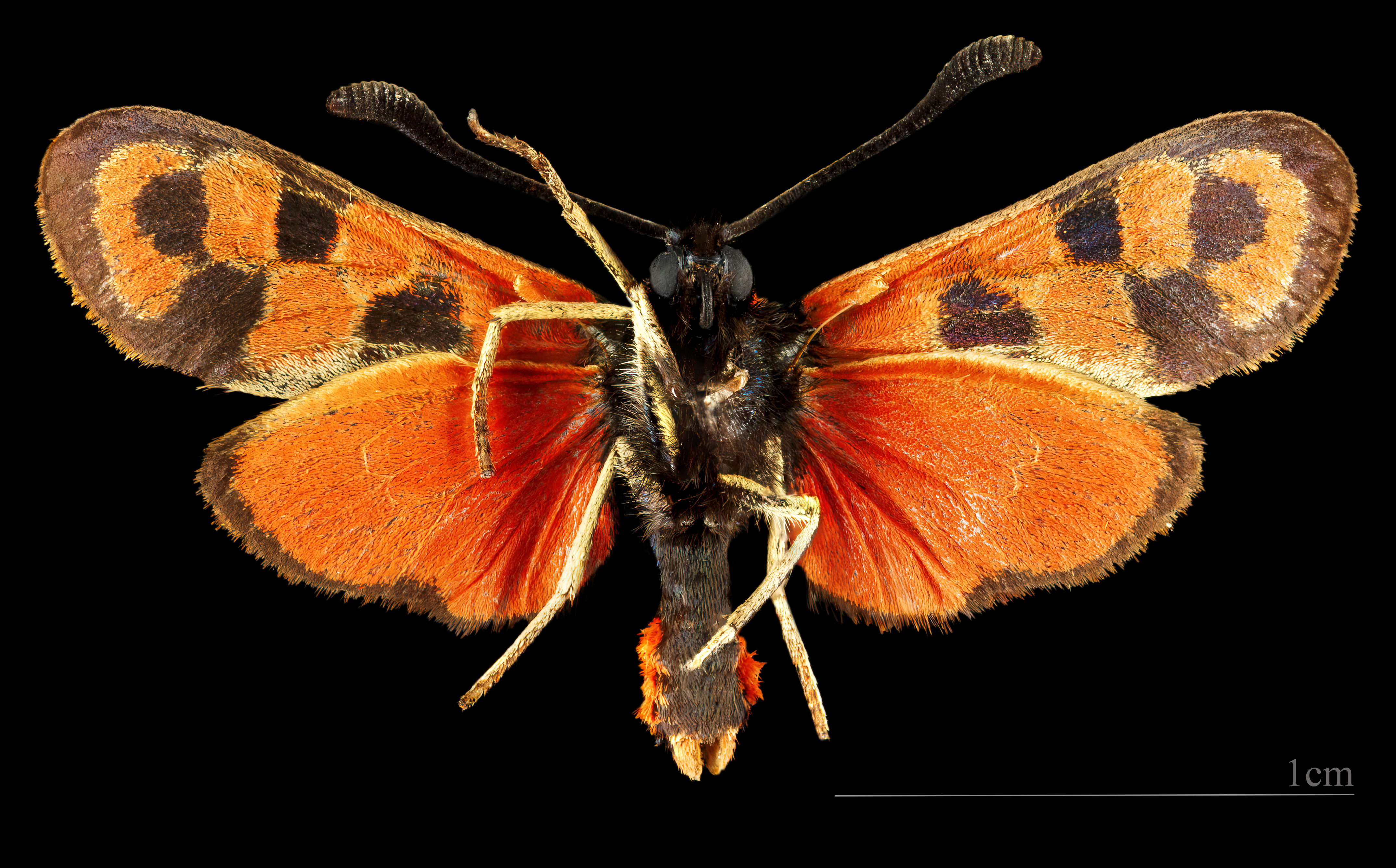
♂ △

Jaja są owalne, przejrzyście jasnożółte. Jaskrawo zielone gąsienice mają białawe lub żółtawe kolce, rzędy czarnych plamek, czarne odnóża tułowiowe, jasnozielone posuwki i czerwony wierzch szyi. Długość ich ciała nie przekracza 20 mm. Poczwarka jest dwubarwna, żółto-brązowa z jaśniejszymi zawiązkami skrzydeł, ukryta w błyszcząco białym, beczułkowatym kokonie.

## Biologia i występowanie

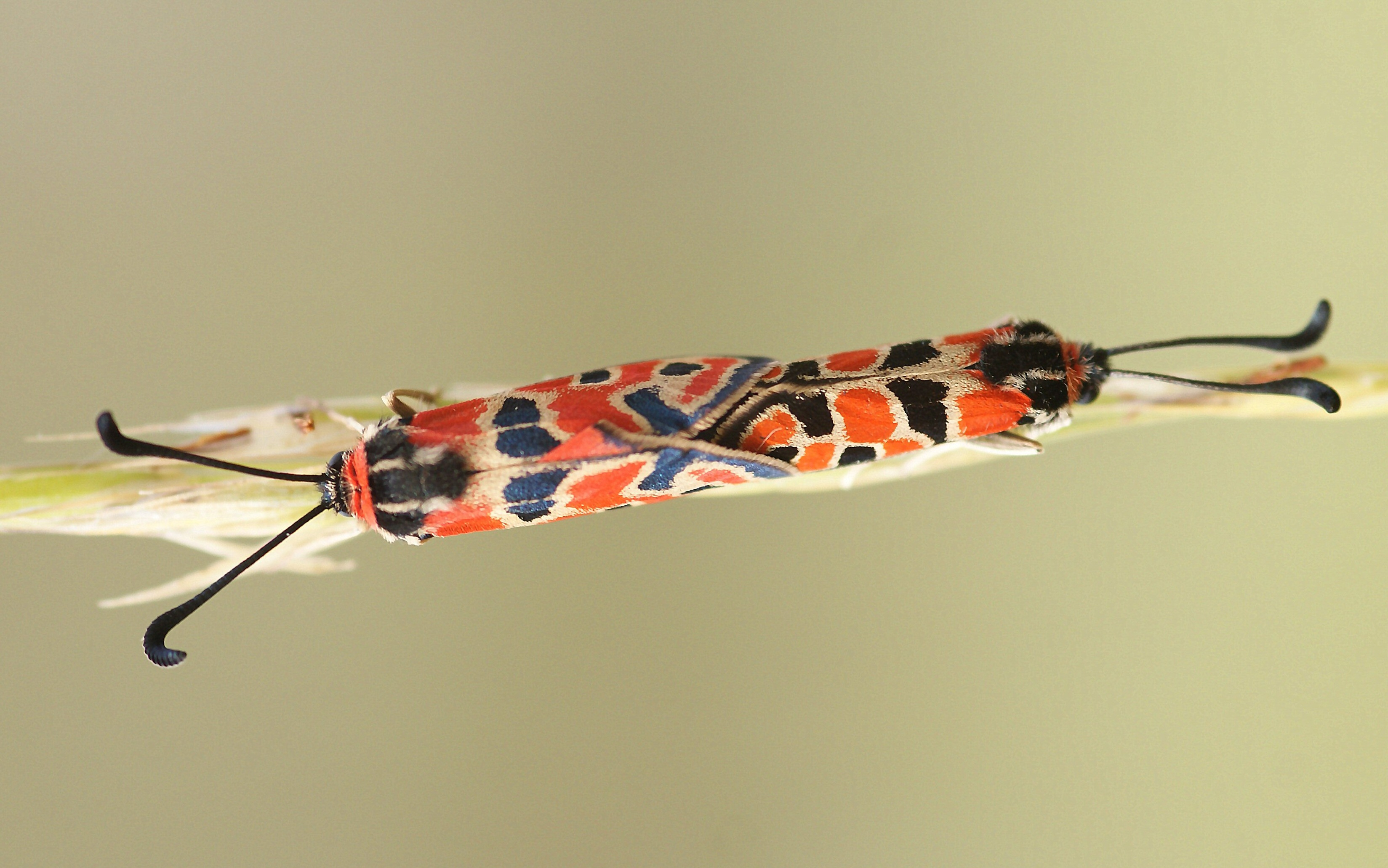
Kopulująca parka

Gatunek o rozsiedleniu atlanycko-śródziemnomorskim. Rozprzestrzeniony jest od Maroka i Portugalii przez Hiszpanię, Pireneje, południową i środkową Francję, Szwajcarię po włoską Ligurię, Austrię oraz Niemieckie: Badenię-Wirtembergię, Bawarię, Turyngię i Hesję. W XX wieku notowany był także na Węgrzech. W Holandii wymarły. 
Występuje na zboczach o ekspozycji południowej lub południowo-zachodniej i wapiennym podłożu. Preferuje silnie prześwietlone i suche lasy, skraje lasów oraz tereny leśno-łąkowo-skaliste lub -żwirowe. W Europie Środkowej wydaje jedno pokolenie w roku. Okres lotu imagines trwa około 4 tygodni i w zależności od pogody i wysokości przypada na lipiec-sierpień. Gąsienice żerują na cieciorkach. Samice składają jaja na spodniej stronie ich liści. Gąsienice klują się po 7–10 dniach, linieją trzykrotnie, po czym, między środkiem września a październikiem schodzą do gleby celem przezimowania. W kwietniu następnego roku wznawiają żerowanie, by w maju lub czerwcu przepoczwarczyć się. Stadium poczwarki trwa 18–21 dni. W bardzo niekorzystnych warunkach stadium gąsienicy może się przedłużyć i zimować nawet kilkukrotnie.